# ウィリアム・クロッチ
ウィリアム・クロッチ（William Crotch, 1775年7月5日 - 1847年12月29日）は、イングランドの作曲家、オルガニスト、画家。

## 生涯
クロッチはノーフォークのノリッジに生まれた。棟梁の息子だった彼は、神童として非常に早くから音楽の才能を見せていた。3歳半のクロッチは野心家の母にロンドンへと連れられ、セント・ジェームズ宮殿のチャペル・ロイヤルでオルガン演奏を行うのみならず、国王ジョージ3世にもその腕前を披露している。1779年4月のロンドン・マガジンはこう報じた。

クロッチは後になり、このように演奏させるために過度の甘やかしが行われたことにより、自分が駄目な子どもにされてしまったと感じていた。彼は一時オックスフォード大学のクライスト・チャーチ・カレッジのオルガニストを務めており、後にカレッジを卒業して音楽学士を取得した。彼が作曲した『The Captivity of Judah』は、1789年6月4日にケンブリッジ大学のトリニティ・ホール・カレッジで演奏された。クロッチが成人してから最も成功した作品はオラトリオ『Palestine』（1812年）である。1793年にはウェストミンスターの鐘の音を作曲していた可能性もある。
クロッチは1797年にオックスフォード大学から教授として迎えられ、1799年には音楽博士号を授与された。オックスフォード時代に画家のジョン・マルチェアーと知り合い、クロッチもスケッチに手を出している。彼はマルチェアーのスタイルに倣い、自らの作品に正確な日付と時間を記録した。また1805年にはロンドンでジョン・コンスタブルに出会い、クロッチはより有名な画家に自らの習慣を伝達した。
1834年、ウェリントン公爵アーサー・ウェルズリーがオックスフォード大学の学長に就任するのを記念し、クロッチは2作目となるオラトリオ『The Captivity of Judah』を作曲した。この作品は、彼がまだ幼かった1789年に書いたオラトリオとはあまり似ていない。1822年、クロッチは王立音楽アカデミーの初代学長に就任し、辞めるまでの10年間この職を務めた。彼は晩年をサマセット州、トーントンの息子の家で暮らし、1847年に突然この世を去った。
クロッチの門下生で著名な人物にはウィリアム・スタンデール・ベネット、ルーシー・アンダーソン、スティーヴン・コッドマン、
ジョージ・ジョブ・エルヴィー、チプリアーニ・ポッター、チャールズ・ケンジントン・サラマンがいる。